# Jacob De la Gardie
Pour les autres membres de la famille, voir Famille De La Gardie.
Jacques II de La Gardie (en suédois : Jakob de la Gardie), comte, libre baron du royaume de Suède, sénateur, grand connétable de Suède, est un noble suédois.

## Biographie
Il assure la descendance masculine de Pontus De la Gardie et de Sophie Gyllenhielm, une fille naturelle de Jean III. Il nait le 20 juin 1583 et meurt le 2 août 1652. Il est marié à Ebba Brahe, fille du comte Magnus Brahe, vice-roi de Suède, dont il a :
- Magnus Gabriel De la Gardie, 1er sénateur du royaume, qui épouse la princesse Marie (al. Eléonore) Euplirotine, fille de Jean-Casimir, comte Palatin du Rhin, duc de Bavière, sœur de Charles-Gustave, roi de Suède et de Gothie, et tante de Charles XII, roi de Suède et de Gothie,
- Jacques-Casimir de La Gardie comte et sénateur de Suède, tué au Danemark en 1658
- Pontus-Frédéric de La Gardie, comte, sénateur, mort en 1693. Il épouse Béate Konigsmarck, fille de Jean-Christophe Konigsmarck, comte, sénateur et général en chef des armées suédoises, dont il a : a. Ebba-Marie de La Gardie, b. Jeanne-Eléonore de La Gardie.
- Axel de La Gardie, comte et sénateur, épouse Sophie Forbes, fille d'Arvid Forbes, libre baron et sénateur du royaume de Suède, dont il a : a. Charles de La Gardie, b. Magnus de La Gardie, c.Pontus de La Gardie.
- Marie-Sophie de La Gardie épouse Gustave-Gabriel Oxenstiern, comte, sénateur de Suède, dont elle a : a. Marthe - Elisabeth Oxenstiern, qui épousa Gustave Baiier, sénateur, maréchal-de camp ; b. Gustavine Oxenstiern, qui épousa Christophe Gyllenstiern, sénateur, gouverneur de Stockholm.
- Christine-Catherine de La Gardie, qui épouse 1° Gustave-Adolphe Leionhaupt, comte de Falckenstein, libre baron de Reipolskirch, sénateur, maréchal-de-camp, -etc.; 2° Gustave Otton Steenbock, comte, sénateur et général de la flotte.— Du premier mariage: a. Jacques, mort en bas âge ; b. Gustave-Maurice Leionhaupt, colonel; c. Christine Leionhaupt, qui épousa Gustave, baron de Baiier. — Du second mariage : a. Brigitte Steenbock; b. Eric Steenbock ; c. Jacques Steenbock; d. Magnus Steenbock; e. Beate Steenbock, qui épousa le comte de Douglas; f. Eléonore Steenbock, qui épousa N.., baron Creutz; g. Charlotte Steenbok, qui épousa N.., comte Axel Lelmikavpt.
- Ebba de La Gardie, qui épouse Pierre Sparre, comte, grand-maître de l'artillerie, dont elle eut : a. Ebba Jacquette Sparre, qui épousa N.., baron Falckensberg ; b. Magnus Sparre; c. Eléonore Sparre.

## Source
Mémoires de la Société des arts et des sciences de Carcassonne, par la Société des arts et des sciences de Carcassonne, publié en 1856, selon l'exemplaire conservé par l'Université du Michigan, et numérisé par google le 3 décembre 2008